# Ring of Darkness - Il cerchio del diavolo
Ring of Darkness - Il cerchio del diavolo (Ring of Darkness) è un film televisivo del 2004, diretto da David DeCoteau.

## Trama
Gordon McSteel, cantante della popolare boy band Take Ten scompare in circostanze poco chiare. Alle audizioni per trovare il suo sostituto si presentano, tra gli altri, tre giovani Jonah, Max e Shawn, i quali iniziano ben presto a sospettare che la band nasconda un terrificante segreto.

## Produzione
Il film è stato girato nel corso di otto giorni con un budget stimato di 750.000 dollari.

## Citazioni cinematografiche
Nel film sono menzionati i film Ransom - Il riscatto (1996) e The Sixth Sense - Il sesto senso (1999).